# Konstantin Eristawi
Konstantin Dawidowicz Eristawi (gruz. კონსტანტინე დავითის ძე ერისთავი, ros. Константин Давидович Эристави, ur. 22 stycznia?/3 lutego 1889 we wsi Salominao w Imeretii, zm. 13 marca 1975 w Tbilisi) – gruziński i radziecki chirurg.

## Życiorys
W 1914 ukończył studia na Wydziale Medycznym Uniwersytetu Jurjewskiego (obecnie Uniwersytet w Tartu), po czym został asystentem na wydziale chirurgii fakultatywnej. Podczas I wojny światowej służył jako lekarz wojskowy na różnych frontach. W 1918 wrócił do Gruzji i został ordynatorem na oddziale chirurgii szpitala w Tbilisi. Od 1921 do 1928 był starszym asystentem działu chirurgii ogólnej Wydziału Medycznego Uniwersytetu Tbiliskiego (od 1930: Tbiliskiego Instytutu Medycznego), w 1926 obronił pracę kandydacką, w 1929 został kierownikiem działu chirurgii ogólnej (do 1941), 1938-1941 kierował założoną z jego inicjatywy stacją transfuzji krwi przy szpitalu w Tbilisi. Od 1941 do 1948 kierował działem chirurgii fakultatywnej, a od 1948 do 1962 działem chirurgii szpitalnej, 1941-1950 był rektorem Tbiliskiego Instytutu Medycznego i jednocześnie 1948-1952 dyrektorem Naukowo-Badawczego Instytutu Przetaczania Krwi i od 1950 do 1974 dyrektorem Naukowo-Badawczego Instytutu Chirurgii Eksperymentalnej i Klinicznej Akademii Nauk Gruzińskiej SRR. Od 1950 był członkiem rzeczywistym Akademii Nauk Gruzińskiej SRR. Opublikował ponad 200 prac naukowych.

## Odznaczenia i nagrody
- Medal Sierp i Młot Bohatera Pracy Socjalistycznej (2 kwietnia 1966)
- Order Lenina (trzykrotnie, 24 lutego 1946, 9 lipca 1954 i 2 kwietnia 1966)
- Order Czerwonego Sztandaru Pracy (dwukrotnie,23 listopada 1939 i 20 lipca 1971)
- Order Czerwonej Gwiazdy (21 lipca 1942)
- Order „Znak Honoru” (29 czerwca 1945)
- Nagroda Państwowa Gruzińskiej SRR (1975)
- Zasłużony Działacz Nauki Gruzińskiej SRR (1941)

I inne.